# やきそば弁当
やきそば弁当（やきそばべんとう）とは、マルちゃんブランドを展開する東洋水産が北海道エリアで販売するカップ焼きそばである。CMでも使われる略称は「やき弁（やきべん）」。
なお「やきそば弁当」は東洋水産の商標登録である。
2025年（令和7年）に発売50周年を迎えた。

## 概要
1975年（昭和50年）「やきそば弁当」発売開始。当初は全国販売されていた。北海道は、従来から東洋水産のインスタント製品のシェアが高い地域であり、東洋水産の「やきそば弁当」が北海道のカップ焼きそばのトップブランドとして定着している。その高い人気から充実した様々な商品展開を行っている。
北海道では「やきそば弁当」を展開している関係で、かつては「昔ながらのソース焼そば」が販売されていなかった時期もあった。なお、2007年（平成19年）2月以降、東北、信越地方と共に販売が再開された。
北海道内の空港やJR北海道の駅などの売店では、お土産品として「リボンナポリン」、「コアップガラナ」、「サッポロクラシック」などと共に販売されている。
製品のパッケージシュリンクには「北海道限定」と表記されている物もあり、あくまで北海道地域限定の製品であるのだが、通常の地域限定製品ほど厳格ではなく、その他の地域でも一部のコンビニエンスストアやスーパーマーケットにて常時販売されている。また、各地にある北海道のアンテナショップでも販売しているところがある。その他、不定期に行われる「北海道フェア」などの催事にて販売されることもある。青森県内の一部店舗（コンビニ含む）では、2016年3月26日の北海道新幹線開業に関連して、当商品を扱っている店舗がある。
名前の由来として「スープを入れているため、厚みのある大きなカップの形状から、『弁当箱に似ている』」との説明がある。
東洋水産にて当商品と同様に全国展開しない地域限定商品として「ダブルラーメン」、「激めん」、「やきっぺ」、「屋台十八番（袋入りフライ麺）」等がある。
当初はプラスチック製の二重構造の入れ物で、下の蓋がスープ用、上の蓋が麺用及び湯切り用だった。近年製造形は通常のカップラーメン同様紙製に切り替わっており、湯切り用の穴が設けられた紙製蓋により湯切りされるようになった。
2010年（平成22年）2月以降の出荷分より、「やきそば弁当」シリーズの全てがJASマーク認定となった。それ以前は「やきそば弁当」と「大判やきそば弁当」のみJASマーク認定だった。その後、2023年（令和5年）7月以降の出荷分よりオリジナルのソース味のレギュラーサイズのみ順次、パッケージのシュリンク表面下部に「焼そばはマルちゃん」というメッセージタグが記載されるようになった。

### 特徴

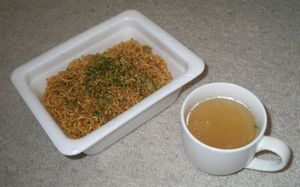
調理後のやきそば弁当と中華スープ（レギュラーサイズ）

野菜と肉が入ったかやく袋・青海苔と紅生姜の粉末と一緒の別袋で粉末の中華スープが付属する。一般的なカップ焼きそばの調理方法では、熱湯を注いで麺を戻した後、通常、湯は捨てるが、この製品は、湯を別の器に注ぎ、粉末スープを溶かすことで、中華スープが出来上がる。このことが他社のカップ焼きそばとは一線を画す。
2010年2月以来、あんかけ風と称する、調理工程が他のものと異なる製品も発売している。現行の商品にはお湯2回仕上げとパッケージに表記されており、湯切りをした後、再び熱湯を容器のおよそ半分目まで注ぎ、別添の「あんの素」を入れてかき混ぜてから食べる。このシリーズの商品にはスープが付属しない。

### 北海道でシェアが高い理由
社名が示すように東洋水産では元々、鯨、鮭、カニ、サンマ、イワシなどの魚類の加工や缶詰の製造が盛んで、水産業の流通経路と物流網が北海道の隅々に確立されていた。そこへ、東洋水産製品の食品を導入したのがきっかけで、他のメーカーよりも早くシェアの拡大に成功した。他のメーカーが参入する時には、広大な土地柄もあり販売網の確立が困難で、まるか食品など一時撤退したメーカーもある。後に対抗するようになった日清食品を例外とすると既に販売網を整えていた東洋水産に対抗できなかった。なお、日清食品は同様の商品「やきそばできました。」を2003年（平成15年）から北海道限定で発売している。

## ラインアップ

### やきそば弁当シリーズ
- 原則として中華スープが付属し麺量は90グラム（調理前）の商品が多い為、例外のみ記述。
- 商品名は例外を除いて「やきそば弁当」が冒頭に付く。

| 発売日    | 商品名               | スープ   | 備考                                                     | 脚注        |
| --------- | -------------------- | -------- | -------------------------------------------------------- | ----------- |
| 1975年9月 | やきそば弁当         |          | レギュラーサイズで麺量100グラム                          |             |
|           | 大判やきそば弁当     |          | 麺量がレギュラーサイズの1.3倍（130グラム）               |             |
|           | でっかいやきそば弁当 |          | 麺量がレギュラーサイズの2倍（200グラム）                 |             |
| 2007年2月 | ちょい辛             | コンソメ | 香辛料が効いたスパイシーな味。2015年2月リニューアル      | [ 6 ] [ 7 ] |
| 2016年2月 | たらこ味バター風味   | コンソメ | 以前は「たらこ味」と言う名称で中華スープが付属していた   | [ 8 ] [ 9 ] |
| 2020年2月 | コク甘ソース         |          | なめらかで弾力がある太麺を使用し、より濃厚なソースを使用 | [ 10 ]      |
| 2022年2月 | ねぎ塩味             |          | 細麺でネギの香味油の風味がある塩味                       | [ 11 ]      |
| 2024年2月 | 室蘭やきとり味       |          | 太麺で室蘭やきとり風の甘辛い醤油味                       | [ 12 ]      |
| 2024年2月 | えび塩味             | コンソメ | エビの風味がする粉末ソースとえびオイル付き               | [ 12 ]      |

### 生産終了品
| 発売日    | 商品名                         | スープ   | 備考                                                   | 脚注         |
| --------- | ------------------------------ | -------- | ------------------------------------------------------ | ------------ |
| 2010年1月 | おかげさまで発売35周年         |          | 発売35周年の記念商品。具のキャベツが35パーセント増量   |              |
| 2010年2月 | あんかけ風やきそば弁当         | なし     | あんかけ風シリーズの一作目。2016年8月に再販            | [ 4 ] [ 13 ] |
| 2010年7月 | 担担麺                         |          | 汁なしのピリ辛担担麺風ソース                           | [ 14 ]       |
| 2011年1月 | たらこ味                       |          | たらこシリーズの原点。たらこ風味のオイル付き           | [ 15 ]       |
| 2011年7月 | Calbeeポテトチップスのりしお味 |          | カルビーの同名商品がモチーフ。ポテトチップスは不使用   | [ 16 ]       |
| 2012年1月 | ナポリタン味                   | コンソメ | ナポリタン味                                           | [ 17 ]       |
| 2012年7月 | はま塩                         |          | 海鮮風塩味                                             | [ 18 ]       |
| 2013年2月 | 中華風醤油                     |          | オイスターソースが利いた中華風。いりごまのふりかけ付き | [ 19 ]       |
| 2014年2月 | 塩                             | コンソメ | 後に2017年2月発売「旨塩」にリニューアルされた          | [ 20 ]       |
| 2015年2月 | 濃厚甘口                       |          | 商品名の通り、濃厚で甘口なソース味                     | [ 7 ]        |
| 2016年2月 | エクスプレス                   |          | 北海道新幹線開業記念。1分調理。函館にちなんでイカ入り  | [ 8 ]        |
| 2017年2月 | 激辛                           |          | 2019年2月再販（再販版は唐辛子のふりかけ付き）          | [ 9 ] [ 21 ] |
| 2017年2月 | 旨塩                           |          | 2014年発売「塩味」のリニューアル版                     | [ 21 ]       |
| 2018年2月 | お好みソース味                 |          | 2015年発売「濃厚甘口」のリニューアル版                 | [ 22 ]       |
| 2018年2月 | 焼とうきび風焦がし醤油味       |          | 細麺。具材にコーンを使用                               | [ 22 ]       |
| 2018年5月 | 塩バター風味                   | コンソメ | 北海道命名150年を記念したじゃがバター風味              | [ 23 ]       |
| 2018年9月 | 汁なし担担麺                   |          | 汁なし担々麺風にアレンジしたもの                       | [ 24 ]       |
| 2019年9月 | 旨辛キムチ味                   |          | 太麺。キムチ風味でやや辛口                             | [ 25 ]       |

| 発売日     | 商品名                         | スープ   | 備考                                                     | 脚注   |
| ---------- | ------------------------------ | -------- | -------------------------------------------------------- | ------ |
| 2020年2月  | チーズ香るまろやかカレー味     | コンソメ | 太麺。チーズカレー風味                                   | [ 10 ] |
| 2020年9月  | 小樽あんかけ風                 | なし     | 小樽市のご当地グルメ、小樽あんかけ焼そば風               | [ 26 ] |
| 2020年9月  | 復刻デザイン キャベツ増量      |          | 復刻版パッケージ。キャベツが1.5倍量                      | [ 26 ] |
| 2021年2月  | いつもよりちょっと濃いめ       |          | ソースを増量し濃いめな味わい。麺量100グラム              | [ 27 ] |
| 2021年2月  | 札幌味噌ラーメン風             | 白湯     | 香味野菜を練り込んだ太麺と生姜やにんにくを利かせた味噌味 | [ 27 ] |
| 2021年9月  | いつもよりちょっとQuick        |          | 1分調理出来る細麺を用いたもの                            | [ 28 ] |
| 2021年9月  | 旨コクあんかけ風               | なし     | あんかけ風シリーズ                                       | [ 28 ] |
| 2021年11月 | ミートソース風                 | オニオン | 香味野菜や大豆ミートを使用したミートソースで洋風アレンジ | [ 29 ] |
| 2021年11月 | クリームソース風               | オニオン | チーズやバターを使用したクリームソースで洋風アレンジ     | [ 29 ] |
| 2022年2月  | ガッツリにんにく醤油味         |          | 細麺。にんにくの風味を利かせた醤油味                     | [ 11 ] |
| 2022年9月  | いつもよりかなり辛め           |          | 唐辛子を用いた辛口ソース                                 | [ 30 ] |
| 2022年9月  | スープカレー味                 | コンソメ | スパイスを用いたスープカレー風ソース                     | [ 30 ] |
| 2023年2月  | 北見焼肉味                     |          | ロコ・ソラーレ監修。北見の焼肉のタレをイメージした味     | [ 31 ] |
| 2023年2月  | シーフード味                   |          | あさりの旨味を利かせたシーフードソース                   | [ 31 ] |
| 2023年9月  | 札幌辛みそラーメン風           | 白湯     | 豆板醤と一味唐辛子を使った辛味噌ラーメン風               | [ 32 ] |
| 2023年9月  | いつもよりちょっとたらこ味強め | コンソメ | たらこ味バター風味のたらこ味を更に強めたもの             | [ 32 ] |

#### 2010年以前、発売日不明

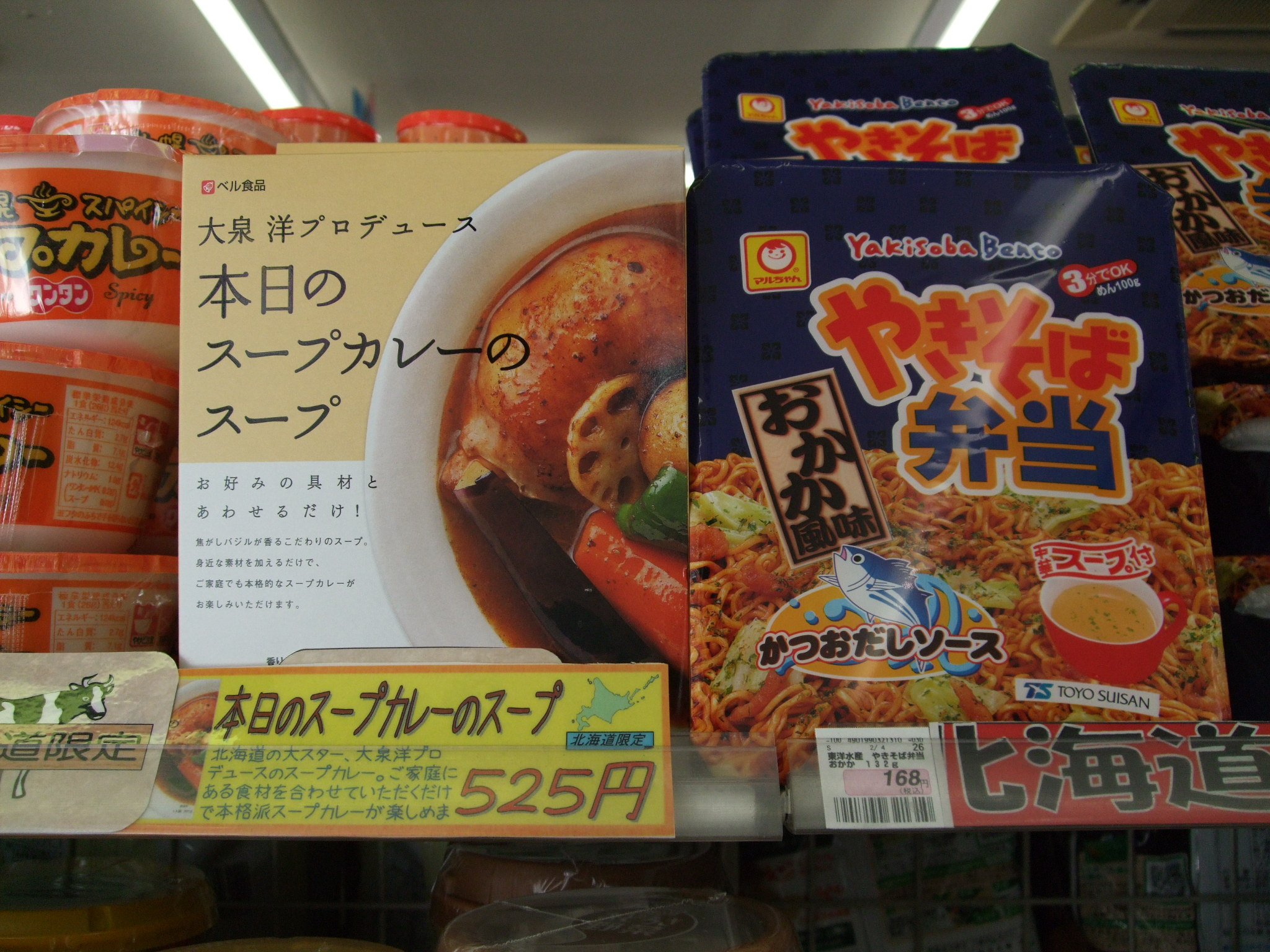
「やきそば弁当」のおかか風味（現在は終売）のパッケージ（右）

- やきそば塩弁当 - 2005年2月発売。塩味の焼きそばで中華スープの替わりに粉末のコンソメスープが付属[33]。
- やきそば醤油弁当 - 2006年2月発売。醤油味のソース[33]。
- やきそば弁当おかか風味 - 鰹節を用いた和風のソース。
- やきそば弁当ガーリック醤油 - ニンニクと唐辛子の利いた醤油味のソース。
- 濃いやきそば弁当 - 辛口ソース。

### その他関連商品
- 焼きうどん弁当（1984年発売[34]） - 麺がうどんに変わりソースも異なるが、他の内容物は「やきそば弁当」と同じ。
- がんばれ！受験生 やきそば勉当で必勝祈願！しょうが焼き味（2012年1月発売）- しょうが焼き味で、中華風しょうがスープが付属。北海道限定ではなく全国で販売された[35]。
- 炒飯の素 ソース味 やきそば弁当風味（2013年2月発売）[36]

## CM
CMには、古くはブラザートムや明石家さんま、今田耕司、柳沢慎吾などが登場していた。2004年には山田孝之、2005年に波田陽区、2006年には石原良純が起用された。2007年以降は北海道出身のタカアンドトシが起用されている。